# チャンネルNECO
チャンネルNECO（チャンネルネコ）は、日活株式会社が運営する映画・ドラマ・アニメの専門チャンネルである。

## 概要
日本映画・Vシネマ・ドラマ・アニメを月80タイトルほど放送している。スカパー!（当時の衛星基幹放送事業者は、シーエス映画放送）・スカパー!プレミアムサービス（ハイビジョン放送の衛星一般放送事業者は、スカパー・エンターテイメント）・スカパー!プレミアムサービス光や、ケーブルテレビ局を通じて、全国に配信されている。
チャンネル名の「NECO」の由来は、独立会社であった放送開始当時の「にっかつ映像コミュニケーションズ」（Nikkatsu Eizo Communications）という社名から来ている。
日本映画は運営する日活が制作に携わった作品が中心で、中でも石原裕次郎が出演しているものは『石原裕次郎シアター』という番組枠を設けるほど力を入れている。開局からしばらくは日活のほかに大映（徳間時代含む）、ATGの作品を放送していた。ドラマは主に国際放映や、その前身の新東宝による作品が中心である。
開局から1996年まではCSアナログ通信形式で全国のCATV局向けにスペースケーブルネットによる番組配信を行い、旧．パーフェクTV!開局から一般向けの放送サービスに放送形態を切り替えた。尚、CSアナログ通信の時代は東京都調布市の日活撮影所内に番組送出と衛星アップリンクの専用設備（NEST）を設け、そこからレインボーチャンネルと共に2チャンネル体制で衛星へのアップリンクを行っていた。尚、CSアナログ通信チューナや海外衛星用チューナが有れば個別受信も事実上可能であったが、日本国内では一般的なPCM方式を採用せずFM方式で音声を伝送していたため、音声を復調するためにはFM音声に対応したチューナが必要であった。
CMは映画本編の途中に入ることはないが、ドラマ等の映画以外の番組では本編の途中にCMが入る。なお、ドラマ放送中にCMが挿入される際は「この後も引き続きお楽しみください」のテロップカード（サウンドロゴ入り）が挿入される。CMは主に通信販売や保険、衛星放送協会のキャンペーンCM、ACジャパンの公共広告などが放送される。
チャンネルロゴ表示は画面右下に常時表示されている（かつては15分ごとに数秒間表示）。番組の開始時刻になると、局のロゴのアニメーションと視聴時の注意事項が表示される。この他にも、かつては終了直後に作品の著作権が表示されていた。ロゴの色やアニメーションのBGMは、作品や時間帯によって異なる。アスペクト比が4:3の番組に関しては、サイドパネルは原則的に黒であるが、一時的に番組宣伝の静止画像を左右共に同時表示させる場合がある。
原則として24時間放送だが、不定期に深夜から早朝にかけて放送を休止することがある（一時期は惑星写真をバックに休止告知の案内をしていた）。かつてはオープニングやクロージング映像として横浜の各地を映したもの（オープニングは所々で「NECO」のロゴが入る）や、「NECO A BREAK」という環境音楽を放送していた。

## 経緯
- 2009年10月1日 - スカパー!HD（現・スカパー!プレミアムサービス）にてハイビジョン放送を開始（チャンネル名は『チャンネルNECO-HD』）。また、これをきっかけにロゴを一新し、番組表向けの名称を「映画チャンネルNECO」とした。
- 2012年10月1日 - スカパー!（東経110度CS放送）にて、16:9（1.78:1）の画角情報を付加し、フルサイズのSD放送を開始し、同日付で、スカパー!プレミアムサービス（ハイビジョン放送）と共に、クローズド・キャプション方式による字幕放送を開始した。
- 2013年6月30日 - スカパー!プレミアムサービス光（標準画質）にてSD放送を終了し、HD放送に完全移行した。
- 2014年5月31日 - スカパー!プレミアムサービス（標準画質）にてSD放送を終了し、HD放送に完全移行した。
- 2015年4月1日 - 開局25周年を迎えたのに伴い、名称を「映画・チャンネルNECO」に変更[1]、シンボルロゴマークも一新され、画面のピクト・チャンネルロゴ表示表示も変更された[1]。
- 2016年12月1日 - スカパー!プレミアムサービスの衛星一般放送事業者が、スカパー・ブロードキャスティングからスカパー・エンターテイメントに変更された。
- 2017年9月1日 - スカパー!の衛星基幹放送事業者がシーエス映画放送から日本テレビ系列のCS日本に変更。
- 2018年8月28日 - スカパー!にてハイビジョン放送を開始。これに伴い物理チャンネルをND4からND24に移行、4.8→12スロットに拡大。
- 2019年5月28日 - アメリカのディレクTVにて「Channel NECO International」を放送開始[2]。
- 2023年5月1日 - 楽天グループのRチャンネルにて「おとなの歓楽街 by MEN'S NECO」の配信を開始[3]。

## 主な放送番組

### 映画
- 亜州明星楽園 アジア・スター・パラダイス（金曜 21:00 - ）
- 竹内力の『ミナミの帝王』劇場（土曜 10:00 - ）
- 日活名画館（日曜 19:00 - ）
- 日曜ロードショー21（日曜 21:00 - ）
  - 石原裕次郎シアター・小林旭シアター・吉永小百合シアター・リクエストシアター
- ザ・シリーズ
- SPシアター
- 邦画ロードショー
- 名画 the NIPPON
- ようこそ「新東宝」の世界へ

### ドラマ
- ドラマ王国20（月 - 金曜 20:00 - ）
  - 気になる嫁さん（日本テレビ / ユニオン映画）
  - おひかえあそばせ（同上）
  - 気まぐれ天使（同上）
  - ザ・ハングマンシリーズ（朝日放送 / 松竹芸能）
  - 男女7人夏物語（TBS / テレパック）
  - 男女7人秋物語（同上）
  - この世の果て（フジテレビ）
  - 家なき子（日本テレビ） 他
- 武侠ドラマ23（金曜 23:00 - ）
  - 射鵰英雄伝（2005年1月）
  - 天龍八部（2005年5月）
  - 笑傲江湖（2005年10月、2007年）
  - 神鵰侠侶（2007年1月）
  - 連城訣（2007年6月）
  - 大旗英雄伝（2007年8月）
  - 碧血剣（2008年5月）
  - 雪山飛狐（2008年9月）
  - 鹿鼎記〈新版〉（2009年2月）

### アニメ・特撮
アニメ作品向けの枠は『アニメスクエア』（かつては『アニメエクストラ』）と称している。
開局当初は夏休みや冬休みの時期に虫プロダクション製作の作品を重点放送する程度であった。
特撮については、円谷プロダクション作品向けの『円谷特撮アワー』という番組枠を設けている。

#### アニメスクエア
金曜17時からの放送が初回で、土曜7時からと翌週火曜4時からもリピート放送あり。
- 太陽の勇者ファイバード（名古屋テレビ制作。金曜 17:00 - ）
- ウィッチブレイド（CBCテレビ制作。金曜 17:30 - ）
- 生徒会の一存（金曜 18:00 - ）
- YAT安心!宇宙旅行（NHK制作。金曜 18:30 - ）

| アニメスクエア 第1部         | アニメスクエア 第1部   | アニメスクエア 第1部 |
| 前番組                       | 番組名                 | 次番組               |
| ---------------------------- | ---------------------- | -------------------- |
| 勇者エクスカイザー           | 太陽の勇者ファイバード | -                    |
| アニメスクエア 第2部         |                        |                      |
| SoltyRei                     | ウィッチブレイド       | -                    |
| アニメスクエア 第3部         |                        |                      |
| こみっくパーティーRevolution | 生徒会の一存           | -                    |
| アニメスクエア 第4部         |                        |                      |
| コレクター・ユイ             | YAT安心!宇宙旅行       | -                    |

#### 円谷特撮アワー
火曜20時からの放送が初回で、水曜4時、土曜6時、翌週火曜12時からもリピート放送あり。
- ブースカ! ブースカ!!（火曜 20:00 - ）
- ウルトラギャラクシー大怪獣バトル（火曜 20:30 - ）

| 円谷特撮アワー 第1部 | 円谷特撮アワー 第1部             | 円谷特撮アワー 第1部 |
| 前番組               | 番組名                           | 次番組               |
| -------------------- | -------------------------------- | -------------------- |
| 快獣ブースカ         | ブースカ! ブースカ!!             | -                    |
| 円谷特撮アワー 第2部 |                                  |                      |
| ウルトラマンギンガ   | ウルトラギャラクシー大怪獣バトル | -                    |

### 成人向け
『ミッドナイトシアター』の名称で、一般の映画作品と同様の扱いで深夜帯に月4 - 5作品程度が放映されている。
開局からしばらくは日活ロマンポルノや海外の成人向け映画を放送していたが、現在は放映されてない。しかしながらも現在の放送作品はAV女優が多数出演していたり、性行為を想起させるシーンがあったりと、総じて官能的要素が強い（R-15指定を受けているものもある）。
チャンネル自体がアダルト専門ではないため、スカパー!プレミアムサービスのアダルト専門チャンネルの契約時に必要な年齢確認書類の提出は不要で、視聴年齢制限機能も特に設定されていないので、誰でも視聴できる。
なお、チャンネルNECO共通の放映開始前のロゴのアニメーションは、本放送枠独自の仕様で、男性の声で枠名が読み上げられる。2009年9月までは、若い女性の笑い声が挿入されるものだった。
放送後には、ホリが得意のモノマネでナレーションを務める番組紹介。『ミッドナイトニュース』が必ず流されていたが（※現在は終了している）、モノマネの元ネタとなる有名人は月ごとに変わる。
なお、『ミッドナイトニュース』ではチャンネルNECOと同じ日活が運営するCINEMA-R（2010年3月31日に閉局）などの放送予定も扱われていた。
2015年4月からは『発信!情報スポットG』が新たにスタートした。同番組の総合演出は、元日本テレビのプロデューサーで現在はフリーのプロデューサーとして活躍する五味一男が手掛ける。

### 情報番組
- マンスリーNECO
- おすぎのシネバラ!（土曜 12:00 - 12:30）

### その他
- 直CUE!勝負 目指せ!北海道完全征服!?
- 竹内力、始めました
- 映画酒
- 綾小路きみまろTV（月1回放送）

### 終了した番組
- It's joetime
- スペースシアター
- 洋画ロードショー
- 千原ジュニアの映画製作委員会
- 鈴井貴之のロケハン。